# Lodoletta
Lodoletta es un dramma lirico u ópera en tres actos con música de Pietro Mascagni y libreto en italiano de Giovacchino Forzano, basado en la novela Two Little Wooden Shoes de Marie Louise de la Ramée. Se estrenó en el Teatro Costanzi de Roma el 30 de abril de 1917, con Rosina Storchio en el papel de Lodoletta. 

## Personajes
| Personaje          | Tesitura  | Reparto del estreno, 30 de abril de 1917 (Director: Pietro Mascagni ) |
| ------------------ | --------- | --------------------------------------------------------------------- |
| Lodoletta          | soprano   | Rosina Storchio                                                       |
| La pazza           | contralto | Cleofe Braghini                                                       |
| Maud               | soprano   | Luigia Pieroni                                                        |
| La vanard          | soprano   | Ida De Filippis                                                       |
| Flammen            | tenor     | Giuseppe Campioni                                                     |
| Giannotto          | barítono  | Enrico Molinari                                                       |
| Franz              | barítono  | Leone Paci                                                            |
| Antonio            | bajo      | Augusto Dadò                                                          |
| Una voz/un cartero | tenor     | Ettore Bonzi                                                          |